# Oxtjärnen, Gästrikland
Oxtjärnen är en sjö i Hofors kommun i Gästrikland och ingår i Gavleåns huvudavrinningsområde.